# Hydrelia bella
Hydrelia bella är en fjärilsart som beskrevs av Alfred Ernest Wileman 1916. Hydrelia bella ingår i släktet Hydrelia och familjen mätare. Inga underarter finns listade i Catalogue of Life.